# 生化創傷
生化创伤（英語：Biotrauma），這術語在医学文献中通常定义为：长期使用机械呼吸机的患者肺部所产生的严重炎症反应。 1998年，LN Tremblay和AS Slutsky在論文《呼吸机引起的损伤：从压力性损伤到生化性损伤》中首次提出此術語。這篇论文表達的是，由压力差引起的壓力性損傷只是呼吸机所产生的几种肺损伤中的其中一种。這個术语偶尔也會在其他情況使用。